# Hagby (Uppsala)
Hagby is een plaats in de gemeente Uppsala in het landschap Uppland en de provincie Uppsala län in Zweden. De plaats heeft 85 inwoners (2005) en een oppervlakte van 22 hectare.